# Lygosoma pruthi
Espèce
Synonymes
- Riopa pruthi Sharma, 1977

Lygosoma pruthi est une espèce de sauriens de la famille des Scincidae.

## Répartition
Cette espèce est endémique du Tamil Nadu en Inde.

## Publication originale
- Sharma, 1977 : A new lizard of the genus Riopa Gray (Scincidae) from Tamil Nadu, India. Records of the Zoological Survey of India, vol. 73, p. 41-42.